# Stema județului Timiș

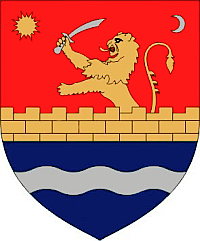
Stema județului Timiș

Stema județului Timiș se compune dintr-un scut tăiat; în partea superioară, pe câmp roșu, un leu din aur ieșind din crenelurile unui zid din aur zidit; leul tine o sabie încovoiată, cu vârf lat, din argint; în colțul din dreapta sus se află un soare din aur, iar în stânga sus, o lună din argint în creștere. În partea inferioară, pe câmp albastru este reprezentată o fascie undată din argint.
Semnificațiile elementelor:
- Leul cu braț înarmat, caracteristic Banatului Timișan, simbolizează apărătorii ținutului și ai creștinătății împotriva armatelor otomane; leul poartă sabia victorioasa a lui Pavel Chinezu, comite de Timiș.
- Zidul din aur simbolizează cetatea Timișoarei.
- Soarele din aur simbolizează, prin poziția sa, țelurile înalte pentru care au luptat eroii acestui ținut.
- Luna din argint reprezintă perechea soarelui.
- Fascia undată din argint, pe câmp albastru, simbolizează râul Timiș, cel care da numele județului.

## Variante vechi ale stemei

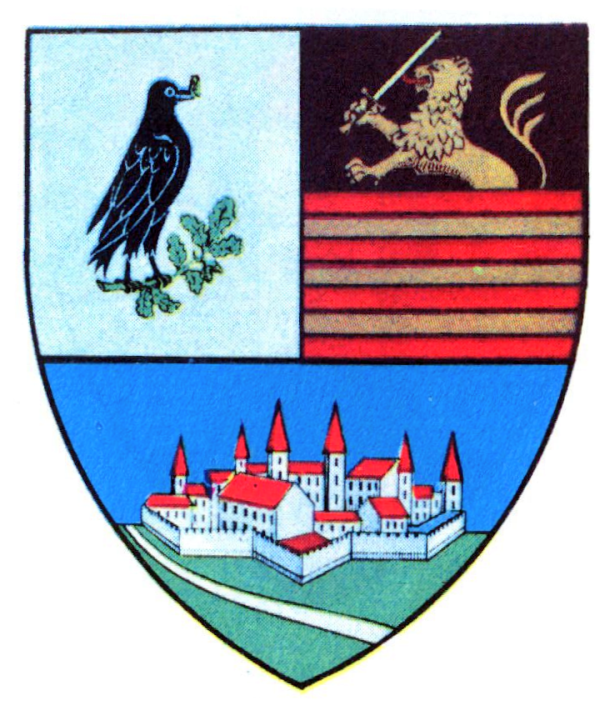
în perioada interbelică
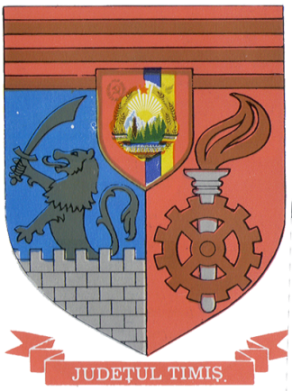
în perioada comunistă